# Notocytharella
Notocytharella is een geslacht van weekdieren uit de klasse van de Gastropoda (slakken).

## Soorten
- Notocytharella niobe (Dall, 1919)
- Notocytharella phaethusa (Dall, 1919)
- Notocytharella striosa (C. B. Adams, 1852)